# Olof Ljung
Bo Olof Laveson Ljung, född 6 mars 1954 i Brännkyrka församling i Stockholms stad, är en svensk militär.

## Biografi
Ljung avlade officersexamen 1978 och utnämndes samma år till löjtnant vid Västmanlands flygflottilj, varefter han utbildade sig till radarjaktledare 1979, befordrades till kapten vid Upplands flygflottilj 1981, gick Allmänna kursen på Flyglinjen vid Militärhögskolan 1983–1984, befordrades till major 1986 och gick Stabskursen på Flyglinjen vid Militärhögskolan 1987–1989. Han tjänstgjorde i Underrättelse- och säkerhetsledningen i Försvarsstaben 1989–1992, utbildade sig vid Führungsakademie der Bundeswehr i Hamburg 1992–1993, befordrades till överstelöjtnant 1993, var lärare vid Försvarshögskolan 1993–1994, chef för Chefskursen för flygvapnet vid Försvarshögskolan 1994–1996, chef för Luftoperativa avdelningen i staben i Norra militärområdet 1996–1997 och operationsledare i staben i Norra militärområdet 1997–1998. År 1998 befordrades Ljung till överste, varefter han var chef för Försvarsmaktens Halmstadsskolor 1998–2001, försvarsattaché vid ambassaden i Berlin 2001–2005 och biträdande chef för Baltic Defence College från 2005.
Olof Ljung var adjutant hos kung Carl XVI Gustaf 1995–2001 och erhöll Hans Majestät Konungens medalj i 8:e storleken med Serafimerordens band 2000.